# Lagarteiro-de-halmehera
Lagarteiro-de-halmehera (Edolisoma parvulum) é uma espécie de ave da família Campephagidae. É endémica da Indonésia. Os seus habitats naturais são: florestas subtropicais ou tropicais húmidas de baixa altitude.